# Fontaine Saint-Projet
La fontaine Saint-Projet se tient sur la place du même nom, la place Saint-Projet, rue Sainte-Catherine à Bordeaux (France).

## Historique
Elle tient son nom d'un évêque auvergnat du VIIe siècle (625-674), dénommé saint-Projet en Aquitaine, ou saint Priest en Auvergne (en latin Projectus).
Elle date de 1715, œuvre de Michiel van der Voort, sculpteur du sud des Pays-Bas.

## Description
La fontaine est imbriquée dans le mur sud de la place. Elle offre de l'eau potable par ses trois robinets temporisés. Plus haut, elle présente des caractéristiques propres à la ville de Bordeaux : les trois croissants imbriqués (logo actuel de la ville) encadrés par des fleurs et des fruits, des coquilles Saint-Jacques, et les rivières Peugue et Devèze symbolisées par les statues d'une femme et d'un homme dominant l'œuvre. En effet, c'est au confluent de ces deux rivières que la ville de Bordeaux fut créée.

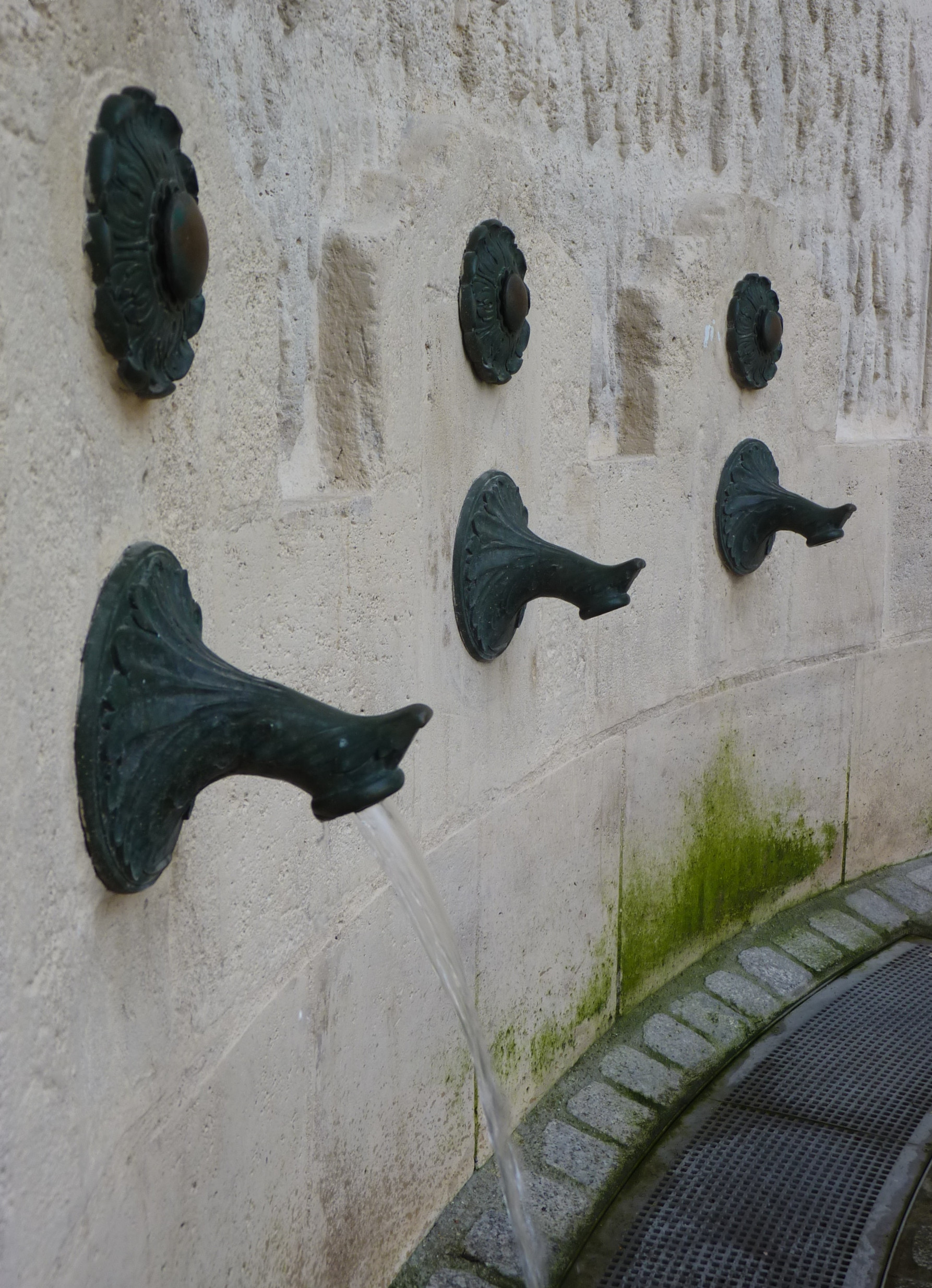
Les robinets temporisés
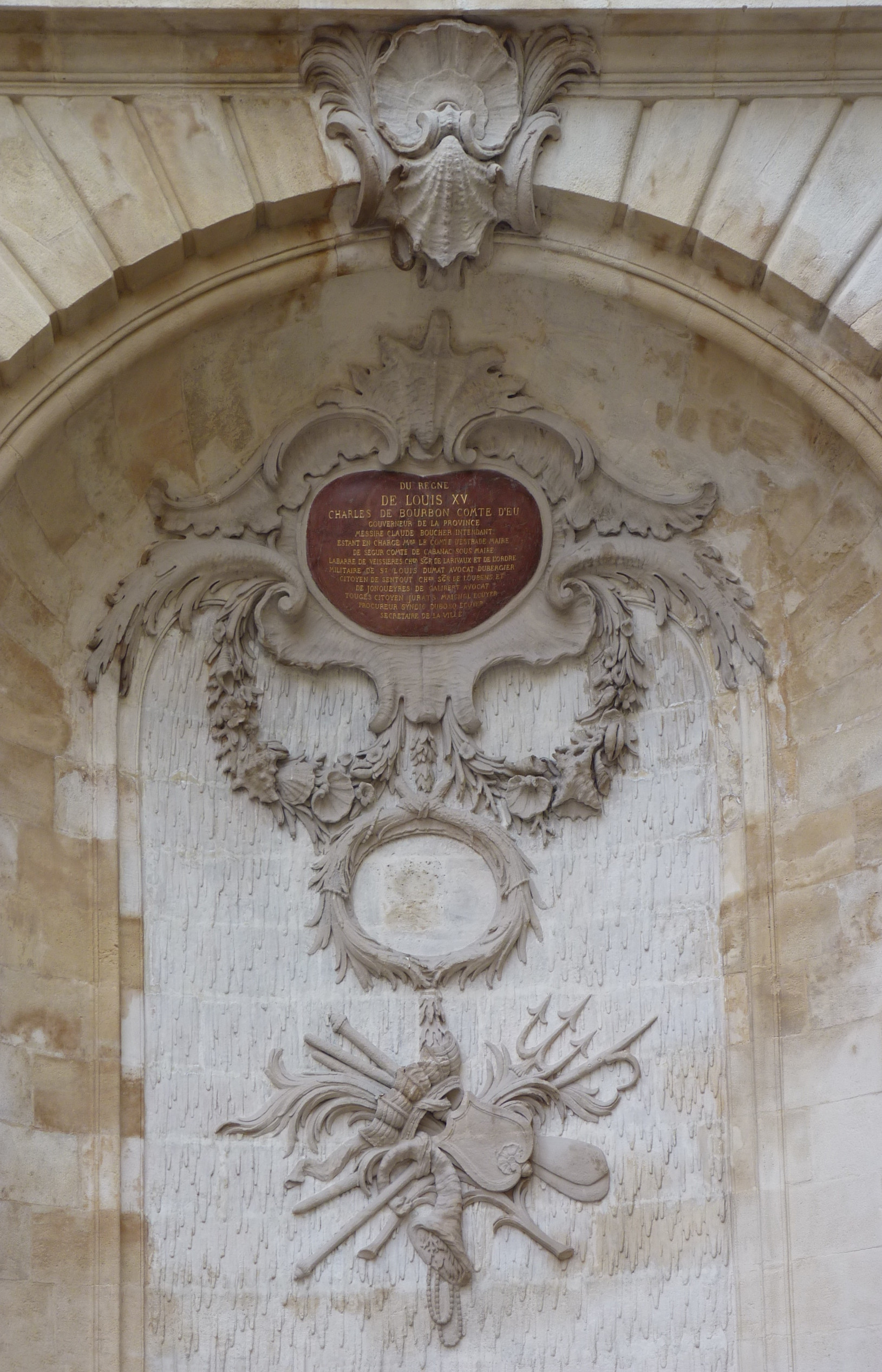
La niche et ses sculptures
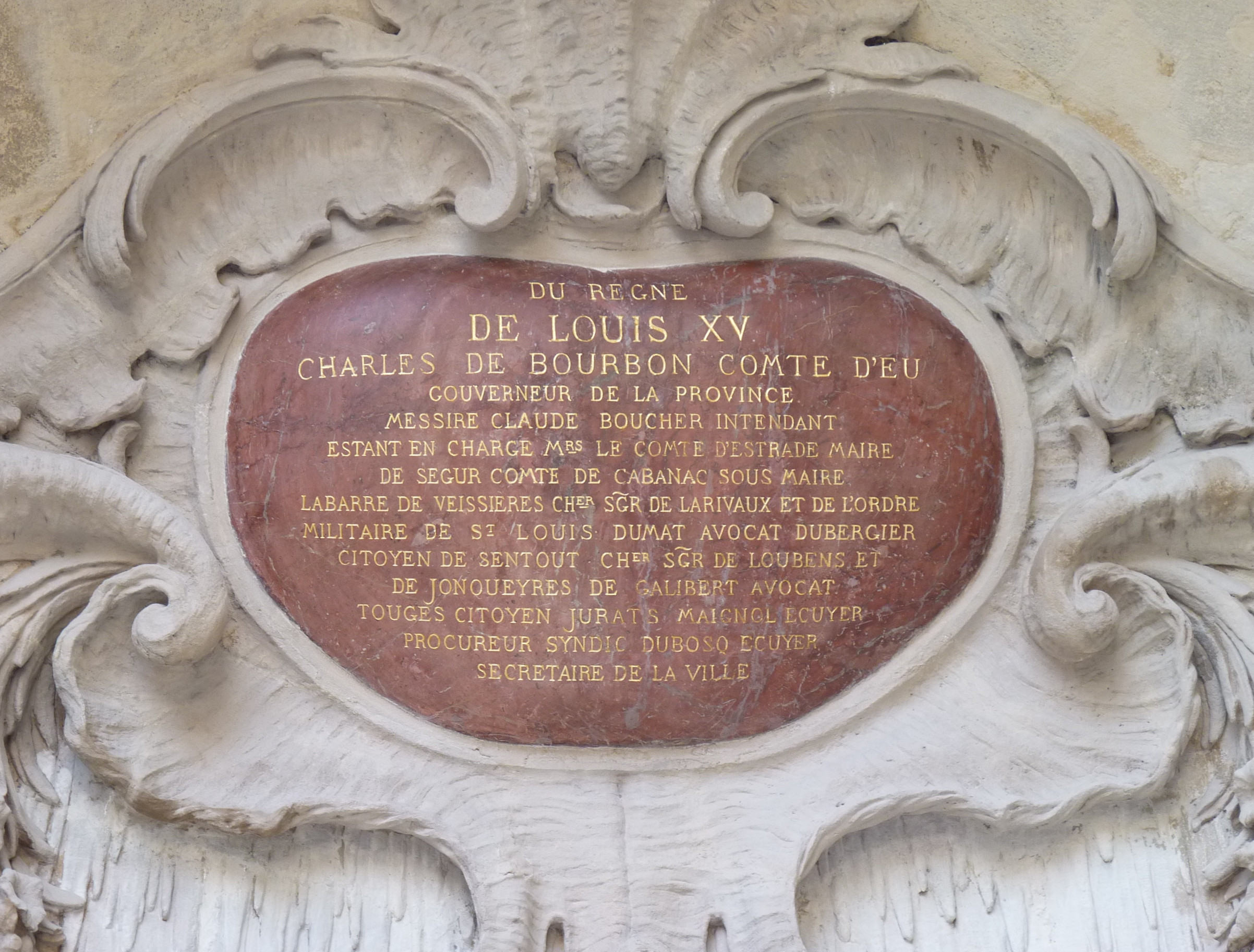
Le cartouche
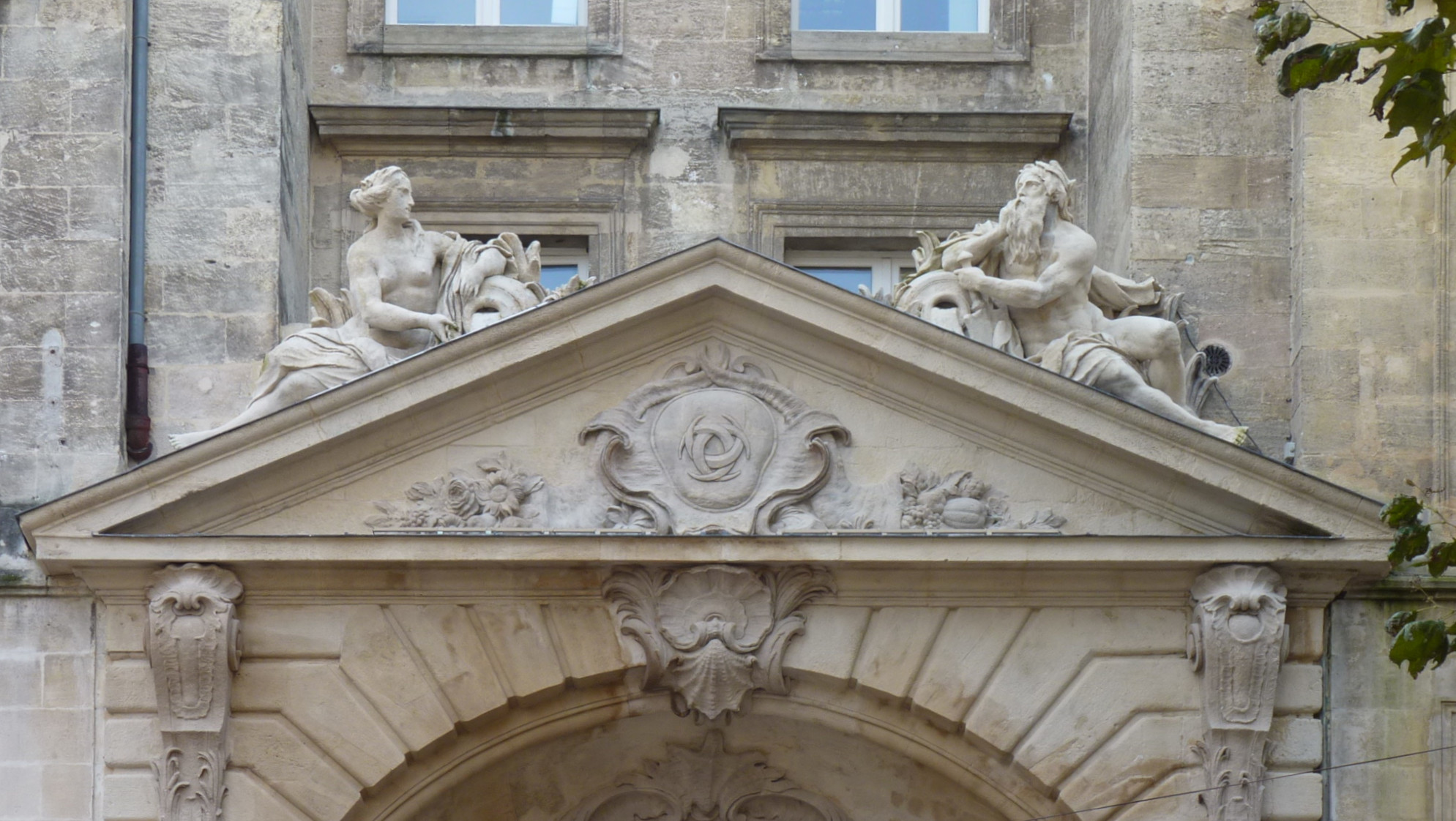
Le fronton
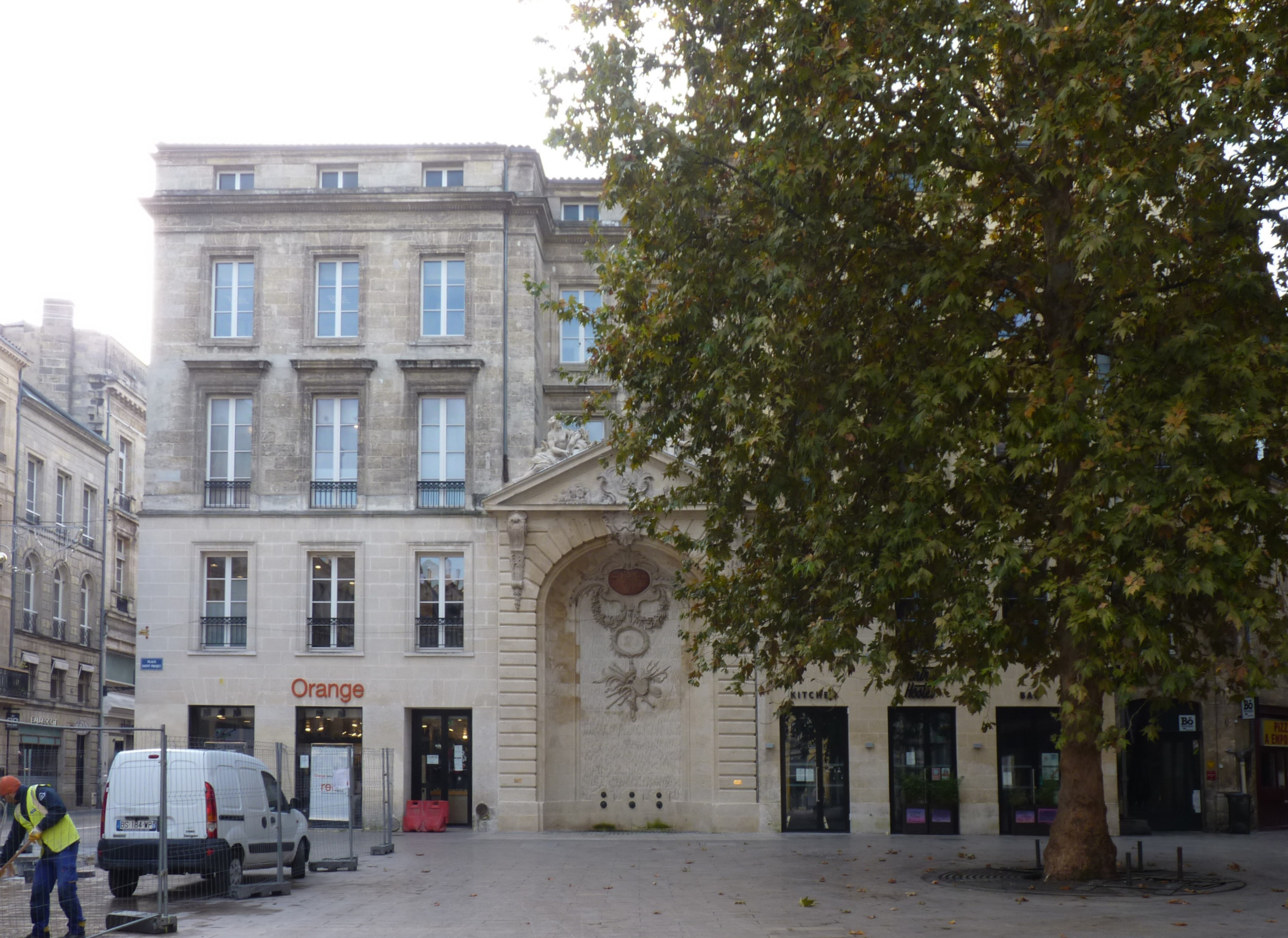
Avec du recul

Sous le cartouche sont représentés des trophées maritimes : proue de navire, gouvernail, trident, harpons et corne d’abondance.
Le cartouche en marbre rouge porte ces inscriptions dorées :
| DU REGNE DE LOUIS XV. CHARLES DE BOURBON COMTE D'EU GOUVERNEUR DE LA PROVINCE. MESSIRE CLAUDE BOUCHER INTENDANT. ESTANT EN CHARGE MRS LE COMTE D'ESTRADE MAIRE DE SEGUR COMTE DE CABANAC SOUS MAIRE LABARRE DE VEISSIERES CHER SĞR DE LARIVAUX ET DE L'ORDRE MILITAIRE DE ST LOUIS. DUMAT AVOCAT DUBERGIER CITOYEN DE SENTOUT CHER SĞR DE LOUBENS ET DE JONQUEYRES DE GALIBERT AVOCAT TOUGES CITOYEN JURATS MAIGNOL ECUYER PROCUREUR SYNDIC DUBOSQ ECUYER SECRETAIRE DE LA VILLE |

## Protection
Elle est classée monument historique en 1908.